# Diocesi di Carre
La diocesi di Carre (in latino Dioecesis Carrhena) è una sede soppressa del patriarcato di Antiochia e una sede titolare della Chiesa cattolica.

## Storia
Carre, nome antico della moderna città di Harran in Turchia, è un'antica sede episcopale della provincia romana dell'Osroene nella diocesi civile d'Oriente. Faceva parte del patriarcato di Antiochia ed era suffraganea dell'arcidiocesi di Edessa, come attestato in una Notitia episcopatuum del VI secolo.
Sono diversi i vescovi conosciuti di questa antica diocesi, da san Barses, venerato come santo, nel IV secolo, a Tawdurus Abu Qurra (Teodoro "padre di consolazione"), proficuo scrittore ecclesiastico, che fu vescovo fra l'VIII ed il IX secolo.
In seguito la sede fu stabilmente occupata da vescovi giacobiti: la Chronica di Michele il Siro menziona diciassette vescovi di Harran dall'VIII al XII secolo.
A Carre è documentata anche una diocesi della Chiesa d'Oriente, dipendente dalla provincia di Nisibi, attestata dal VII all'XI secolo; un suo vescovo divenne patriarca con il nome di Sabrisho II (831/832-835/836).
Dal XVIII secolo Carre è annoverata tra le sedi vescovili titolari della Chiesa cattolica; la sede è vacante dal 27 marzo 1965.

## Cronotassi

### Vescovi greci
- San Barses † (? - 361 nominato arcivescovo di Edessa)
- Abgaro ? † (menzionato nel 363)[4]
- Vito † (prima del 371 - dopo il 381)
- Protogene †
- Abramo †
- Daniele † (prima del 445 circa - 449 deposto)
- Giovanni I † (prima del 451 - dopo il 458)
- Stratonico † (inizio del VI secolo)
  - Giovanni II † (? - 518 deposto) (vescovo monofisita)
- Sergio † (metà del VI secolo)
- Stefano † (fine del VI secolo)
- Daniele II † (menzionato nel 630)
  - Costantino † (VII secolo) (vescovo monofisita)
  - Leone † (VII secolo) (vescovo monofisita)
- Costantino II † (prima metà dell'VIII secolo)
- Tawdurus Abu Qurra † (prima del 787 - dopo l'813)[5]

### Vescovi titolari
- Salomone † (? deceduto)
- Teobaldo, O.F.M. † (13 novembre 1363 - 5 novembre 1365 nominato vescovo di Caorle)
- Everardo di Muisgen, O.Carm. † (1391 o 1392 - 22 gennaio 1397 deceduto)
- Enrico di Wynter, O.E.S.A. † (24 novembre 1400 - ?)
- Bernardo Foiardi, O.F.M. † (18 dicembre 1437 - ?)
- Giuseppe di Capua † (23 marzo 1729 - ?)
- Rochus Kudsi † (19 gennaio 1781 - ?)
- João José Vaz Pereira † (27 giugno 1821 - 4 maggio 1830 deceduto)
- Pietro Raffaele Arduino, O.F.M.Conv. † (25 settembre 1838 - 30 gennaio 1843 nominato vescovo di Alghero)
- Patrick Phelan, P.S.S. † (20 febbraio 1843 - 8 maggio 1857 succeduto vescovo di Kingston)
- Albert von Haller † (18 marzo 1858 - 28 novembre 1858 deceduto)
- Johann Baptist Rudolf Kutschker † (7 aprile 1862 - 3 aprile 1876 confermato arcivescovo di Vienna)
- Anton Josef Gruscha † (28 marzo 1878 - 23 giugno 1890 confermato arcivescovo di Vienna)
- Nándor Cselka † (19 gennaio 1893 - 7 marzo 1897 deceduto)
- John Gerald Neville, C.S.Sp. † (1º settembre 1913 - 27 febbraio 1943 deceduto)
- José de la Cruz Turcios y Barahona, S.D.B. † (28 maggio 1943 - 8 dicembre 1947 nominato arcivescovo di Tegucigalpa)
- Manuel Marengo † (20 febbraio 1950 - 22 settembre 1956 nominato vescovo di Azul)
- Joseph Louis André Ouellette † (29 novembre 1956 - 27 marzo 1965 nominato vescovo di Mont-Laurier)